# Eugen Weber (Admiral)
Eugen Bernhard Weber (* 1860; † 1929) war ein deutscher Konteradmiral der Kaiserlichen Marine.

## Leben
Eugen Weber trat am 23. April 1878 in die Kaiserliche Marine ein und wurde am 14. Juni 1879 zum Seekadett ernannt.
Mitte April 1883 war er als Unterleutnant zur See auf der Kronprinz und wurde dann im August des gleichen Jahres auf die Arcona kommandiert.
Am 19. März 1885 zum Leutnant zur See befördert, kam er für die Geschwaderübung Ende 1885 von der Nymphe auf die Stein. Ab Oktober 1886 war er in der Inspektion des Torpedowesens in Kiel. 1890 diente er auf der Blücher und 1892 erneut auf der Kronprinz.
Am 15. September 1895 erhielt er als Kapitänleutnant den Kaiserlich Österreichischen Orden der eisernen Krone, III. Klasse, verliehen.
Als Nachfolger von Korvettenkapitän Johannes Schröder war er ab Februar 1899 Kommandant der Wolf. In dieser Position blieb er für ein Jahr und wurde zum Korvettenkapitän befördert.
Als Fregattenkapitän war er vom 30. Juli 1903 bis zur Außerdienststellung am 17. September 1903 Kommandant der Hagen.
1904 war er im Admiralstab der Marine und erhielt, bevor er Kommandant wurde, im April 1904 den Kronen-Orden, III. Klasse, verliehen. Von Juni 1904 bis April 1906 war er Kommandant der Hansa und wurde in dieser Position zum Kapitän zur See befördert.
Später wurde er u. a. Chef der Kiautschou-Abteilung im Reichsmarineamt und ging im Juni 1908 als Konteradmiral in den Ruhestand.
Sein Bruder Wilhelm (1859–1918) hatte 1889 die Schwester von Ernst Troltzsch geheiratet. Nach seinem Ausscheiden aus der Marine wurde er, er wohnte in Berlin, von Troltzsch als Informationsgeber zu Marineangelegenheiten genutzt.

## Werk
- Imperialismus und Flottenpolitik. In: Die Flotte, Januar 1914, S. 1–3.